# 威廉·哈蒙德·萊特
威廉·哈蒙德·萊特（英語：William Hammond Wright，1871年11月4日—1959年5月16日）是一名美國天文學家，1935年至1942年間擔任利克天文台台長。
萊特出生於舊金山。1893年從加州大學畢業後，他成為利克天文台的助理天文學家。1903年至1906年，他致力於在智利聖地牙哥附近的聖克里斯托瓦爾山建立天文台的「南方站」。他只花了6個月就開始從這個新地點進行觀測，並記錄了一大串南方天空恆星的徑向速度測量結果。1908年，他晉升為天文學家。1918年至1919年，他駐紮在阿伯丁試驗場為美國陸軍軍械兵團工作。之後，他回到利克天文台工作，直到退休。
他最著名的工作是研究銀河系中恆星的徑向速度，以及使用他自己設計的分光計。他獲得了新星和星雲的光譜。1924年，他對火星進行了多波長的攝影觀測。從這些照片中，他得出火星大氣層深約100公里的結論。
萊特於1922年獲選為美國國家科學院院士，並於1935年獲選為美國哲學學會會士。1928年，萊特獲得美國國家科學院頒發的亨利·德雷伯獎章，並於1938年獲得英國皇家天文學會金質獎章。火星上的賴特撞擊坑和小行星1747以他的名字命名。月球上的賴特隕石坑以他和湯姆斯·萊特共同命名。

## 外部連結
- Portraits of William Hammond Wright from the Lick Observatory Records Digital Archive, UC Santa Cruz Library's Digital Collections